# Edmundas Simanaitis
Edmundas Simanaitis (* 5. Januar 1929 in Marijampolė; † 27. Februar 2017) war ein konservativer Politiker aus Litauen. Er war 1995–1997 Bürgermeister der Rajongemeinde Jonava und 1997–2000 stellvertretender Verteidigungsminister Litauens.

## Familie
Sein Vater Juozas Simanaitis war Maurer. Seine Mutter war Hausfrau. In der Familie gab es drei Kinder: Edmundas, seine Schwester Ramutė und sein Bruder Vaclovas. Im Januar 1945 wurde der Vater, ehemaliger litauischer Schütze, vom NKWD verhaftet und nach Russland deportiert, wo er in Kohleminen im Ural und danach in Schesqasghan (Kasachstan) arbeitete.
Simanaitis war verheiratet und hat mit seiner Frau Gražina drei Söhne.

## Leben
Edmundas Simanaitis besuchte das Gymnasium Marijampolė. Er studierte viele Jahre später am Politechnikos institutas (KPI) in Kaunas und lehrte anschließend dort. 1960 absolvierte er ein Diplomstudium der Elektromechanik am Politechnikinstitut des Nordwestens Leningrad. Von 1960 bis 1963 arbeitete er in Kapsukas (Sowjetlitauen) als Energiewirtschaftsmanager und, ab 1963 in Jonava, als Zechenleiter, danach war er Unterabteilungsleiter von „Azotas“. Von 1989 bis 1991 war er Hochschullehrer am Institut in Kaunas.
Von 1995 bis 1997 war Simanaitis Bürgermeister von Jonava und von 1997 bis 2000 stellvertretender Verteidigungsminister Litauens, Stellvertreter von Česlovas Vytautas Stankevičius (* 1937). Von 2005 bis 2009 arbeitete er als Berater des litauischen Präsidenten.
Ab 1993 war Simanaitis Mitglied von Tėvynės Sąjunga – Lietuvos krikščionys demokratai.